# Georges Milton
Pour les articles homonymes, voir Milton.
Georges Milton, de son vrai nom Georges Désiré Michaud, est un chanteur et acteur français, né le 20 septembre 1886 à Puteaux et mort le 17 octobre 1970 à Antibes.

## Biographie
Il fait ses débuts en 1905 au casino de Montmartre. Après un exil en Russie durant la Première Guerre mondiale, il revint en France en 1920. Sur les conseils de Maurice Chevalier, il change de tour de chant, ce qui lui vaut un succès immédiat, devenant une des têtes d'affiches des principaux caf' conc' parisiens.
Après une revue à la Cigale, il se tourne vers l'opérette. Il crée J'te veux de Gaston Gabaroche et Fred Pearly au théâtre Marigny en 1923, Bouche à bouche de Maurice Yvain et André Barde à l'Apollo en 1925 et Un bon garçon des mêmes au théâtre des Nouveautés en 1926. Le succès immense de La Fille du bédouin et des Artichauts, chansons tirées de l'opérette Comte Obligado ! de Raoul Moretti et André Barde créée au Théâtre des Nouveautés en 1927, le propulse au rang de vedette.
En 1929, il joue deux opérettes de Barde et Yvain Elle est à vous et Kadubec suivies en 1930 d'une opérette américaine, Follow Thru, adaptée en français sous le titre Miami par  René Pujol, Saint-Granier et Maurice Yvain.
Le cinéma – devenu parlant – lui ouvre ses portes la même année. Il crée le personnage de « Bouboule », qui devient le héros d'une série de films comprenant : Le Roi des resquilleurs (1930), La Bande à Bouboule (1931), Le Roi du cirage (1931), Bouboule Ier, roi nègre (1933) et Prince Bouboule (1939).
Il crée le rôle de Léopold dans la version française de L'Auberge du Cheval-Blanc (Im Weissen Rössl) de Ralph Benatzky en 1932 au théâtre Mogador. Puis viennent Vacances de Henri Duvernois, Barde et Yvain (Nouveautés, 1934), Un de la musique de Camille François et Roger Noël (Porte-Saint-Martin, 1937), La  Féerie blanche de Louis Verneuil, André Hornez, Mitty Goldin et Casimir Oberfeld (Mogador, 1938) et L'amour s'amuse de Lucien Pipon (Optimistes, 1940). Aucun de ces spectacles ne renouvelle le succès de Comte Obligado!, adapté au cinéma en 1934 sous le titre Le Comte Obligado.
Avec ses airs de « Français moyen », il tourne au moins un film par an dans les années 1930 et prend sa retraite après la guerre, en 1948, se retirant à Juan-les-Pins, sur la Côte d'Azur.
Il apparaît ponctuellement à la télévision jusqu'en 1964, notamment dans l'émission de Jean-Christophe Averty.
Il repose au cimetière ancien de Neuilly-sur-Seine (division 11).

## Théâtre
- 1923 : J'te veux
- 1925 : Bouche à bouche
- 1926 : Un bon garçon
- 1927 : Comte Obligado !
- 1929 : Elle est à vous
- 1929 : Kadubec
- 1930 : Miami

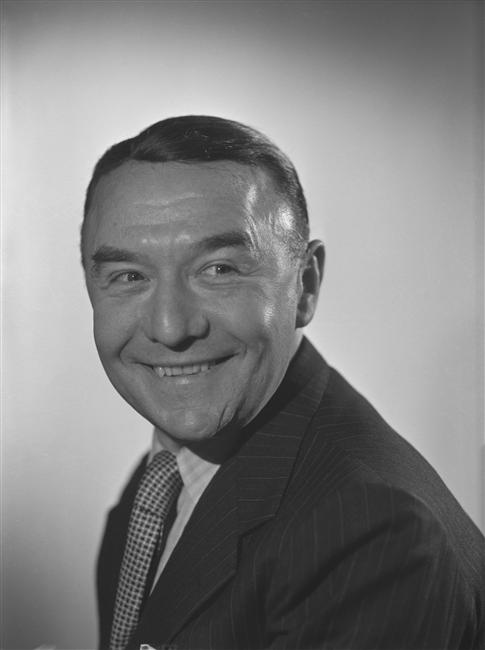
Georges Milton en 1940 (photo studio Harcourt)

- 1932 : L'Auberge du Cheval-Blanc opérette en 3 actes de Ralph Benatzky, Théâtre Mogador
- 1934 : Vacances
- 1937 : Un de la musique
- 1938 : La  Féerie blanche
- 1940 : L'amour s'amuse
- 1947 : Et vive la liberté de Jean de Létraz, mise en scène de l'auteur, théâtre des Variétés

## Filmographie
- 1923 : Gonzague d'Henri Diamant-Berger : Monsieur Durand
- 1930 : Le Roi des resquilleurs de Pierre Colombier : Eugène « Bouboule » Leroy
- 1931 : Le Roi du cirage de Pierre Colombier : Bouboule
- 1931 : La Bande à Bouboule de Léon Mathot : Bouboule
- 1932 : Embrassez-moi de Léon Mathot : Boucatel, négociant en vins
- 1933 : Nu comme un ver de Léon Mathot : Gustave
- 1934 : Bouboule Ier, roi nègre de Léon Mathot : Georges Vinot dit Bouboule
- 1934 : Famille nombreuse d'André Hugon : Hector Follenfant et le commandant Hubert du Tranchant de l'Epée
- 1934 : Le Comte Obligado de Léon Mathot : Antoine
- 1935 : Le Billet de mille de Marc Didier : L'homme-sandwich
- 1935 : Jérôme Perreau, héros des barricades d'Abel Gance : Jérôme Perreau
- 1935 : Gangster malgré lui d'André Hugon : Georges
- 1938 : Les Deux combinards de Jacques Houssin : André Michaud
- 1939 : Prince Bouboule de Jacques Houssin : Eugène « Bouboule » Leroy
- 1946 : Ploum ploum tra la la de Robert Hennion - François
- 1947 : Et dix de der de Robert Hennion - Leroy

## Doublage
- 1933 : Le Vieux Roi Cole : chanteur soliste
- 1934 : Une petite poule avisée : chanteur soliste (premier doublage)
- 1934 : Histoire de pingouins : chanteur soliste (premier doublage).

## Discographie sélective
- La Fille du bédouin (1927) de l'opérette Comte Obligado!
- Les Artichauts (1927) de l'opérette Comte Obligado!
- Si vous connaissiez papa (1928)
- Si j'étais chef de gare (1929) de l'opérette Kadubek
- Pouet ! Pouet ! (1929) de l'opérette Elle est à vous
- C'est pour mon papa (1930) du film  Le Roi des resquilleurs
- J'ai ma combine (1930) du film  Le Roi des resquilleurs[4]
- Émilienne (1931) du film La Bande à Bouboule
- C'est papa, c'est parisien (1931) du film La Bande à Bouboule
- T'en fais pas Bouboule (1931) du film Le Roi du cirage
- Y m'faut mon patelin (1931) du film Le Roi du cirage
- Si tous les cocus (1932)
- Totor, t'as tort (1932) du film Embrassez-moi
- L'Auberge du Cheval-Blanc (1932)
- As-tu déclaré tes revenus ? (1933)
- Avec les pompiers (1935)
- Attends-moi sous l'obélisque (1944)